# Koldo Fernández de Larrea
Koldo Fernández de Larrea (Vitoria, 13 de septiembre de 1981) es un exciclista profesional español. Debutó como profesional en 2004 en el Euskaltel-Euskadi y tras ocho años en ese equipo en 2012 fichó por el Garmin, en el que estuvo durante tres temporadas y en donde puso fin a su carrera deportiva.
A pesar de no destacar especialmente en categoría amateur, su punta de velocidad le hizo atractivo para varios equipos. Así en 2004 fichó por el Euskaltel-Euskadi. Tras dos primeros años con pobres resultados en 2007 logró su victoria más importante con una etapa conseguida en la Tirreno-Adriático 2007 ante esprínteres destacados. Gracias a ella y a otras victorias menores es considerado como uno de los mejores esprínteres de España. Sin embargo, debido a las múltiples caídas que han parado su progresión, todavía no ha conseguido ninguna victoria en las Grandes Vueltas a pesar de haber logrado varios segundos puestos.
Tras permanecer en el Euskaltel-Euskadi durante ocho años, y debido a sus últimas malas temporadas en el equipo, lesiones incluidas, y no ser seleccionado ni para el Tour de Francia 2011 o la Vuelta a España 2011, para el año 2012 fichó por el Garmin.

## Trayectoria deportiva

### Categorías inferiores
Se inició en el modesto equipo local La Brasileña y en los dos años que estuvo en categoría infantil solo perdió una carrera.
En su último año como juvenil ganó el Campeonato de España en Córdoba y fue seleccionado para el Campeonato del Mundo de 1999 de su categoría que se disputó en Verona, el primero de los que ganó Óscar Freire en categoría profesional. No tuvo una buena experiencia, ya que se cayó en la primera vuelta al rompérsele la maneta.

### Ciclismo aficionado
Al cambiar de categoría, a aficionados (o amateur), dudó entre fichar por el filial del Banesto y el Saunier Duval (que por entonces solo era un equipo amateur) y optó por los segundos, ya que mostraron más interés; aunque le costó vencer debido a la orografía del País Vasco, ya que dejó de correr carreras urbanas en Álava de poco kilometraje. Como resultados destacados ganó dos etapas de la Vuelta a Álava (carrera amateur limitada a sub-23) y en la temporada siguiente fue segundo en la general del Trofeo Lehendakari.
A finales de 2001 tuvo que escoger entre irse a un equipo italiano de 3.ª División profesional que le había buscado Joxean Fernández Matxin (director del Saunier Duval) o seguir como amateur en el Olarra (filial del Euskaltel-Euskadi), eligiendo finalmente la segunda opción.
Sin embargo, esa fue su peor temporada, ya que se le diagnosticó una dismetría de casi dos centímetros en el fémur. Acabó superándolo, perdiendo cuatro kilos, y comenzando a pasar mejor la montaña.
Debido a su función de filial del equipo profesional del Euskaltel-Euskadi sus directores se fijaron en él y le ficharon para la temporada 2004.

### Ciclismo profesional

#### 2004-2005: debut
En su debut como profesional, en 2004, ganó la clasificación de los sprints especiales de la Challenge Ciclista a Mallorca Sin embargo, no obtuvo ningún puesto de honor más hasta finales de la temporada con un segundo puesto de etapa en el Tour de Limousin (en una escapada) y en el Tour del Porvenir; y un tercero en el Memorial Manuel Galera (estos dos últimos al sprint).
En 2005 no obtuvo ningún puesto destacable debido a diversas caídas siendo sus mejores resultados un noveno puesto en una etapa del Eneco Tour y un décimo en una etapa del Critérium de la Dauphiné Libéré. A finales de año renovó por un año más.

#### 2006-2007: destacando en Italia

##### 2006: debut en el Giro de Italia
A principios de temporada destacó con un quinto puesto en el Trofeo Mallorca (trofeo perteneciente a la Challenge Vuelta a Mallorca). En el mes de mayo debutó en una Gran Vuelta, el Giro de Italia, donde tuvo una caída que le obligó a abandonar tras haber destacado con tres puestos entre los diez primeros en las primeras seis etapas. No volvió a destacar hasta finales de temporada, en el mes de septiembre, con tres puestos entre los cinco primeros en tres etapas consecutivas del Tour de Polonia.

##### 2007: primera victoria como profesional y debut en la Vuelta a España
Tras un buen inicio de temporada en el que acumuló seis puestos entre los ocho primeros en sus ocho primeras carreras, además del quinto en la clasificación general de la Vuelta a Andalucía gracias a su buena última etapa llegando en reducido grupo delantero, logró su primera y más importante victoria como profesional en la última etapa de la Tirreno-Adriático. Cuatro días después logró llegar en el grupo cabecero de la Milán-San Remo (única vez que lo ha conseguido), aunque sin opciones a disputar la victoria, ya que llegó en la parte trasera del grupo.
Un mes después destacó en la Vuelta a la Rioja con un segundo puesto en la tercera y última etapa, encabezando el pelotón, pero por detrás del escapado Pablo Urtasun, de quien dos años más tarde sería compañero de equipo. Volvió a disputar el Giro de Italia destacando en la 9.ª y 11.ª etapas con un cuarto y sexto puesto respectivamente y logrando acabar su primera Gran Vuelta.
Volvió a la competición casi dos meses después de cara a preparar la Vuelta a España. Para ello disputó el Circuito de Guecho y la Vuelta a Alemania siendo su mejor puesto un quinto en la 6.ª etapa de la ronda alemana. En la Vuelta a España tuvo mejor actuación que en el Giro, debido al segundo puesto obtenido en la 6.ª etapa y a dos cuartos puestos en la 6.ª y 16.ª etapas, pero igualmente sin conseguir victorias. A destacar el séptimo puesto conseguido en la clasificación por puntos de la ronda española.

#### 2008-2009: ocho victorias en dos años

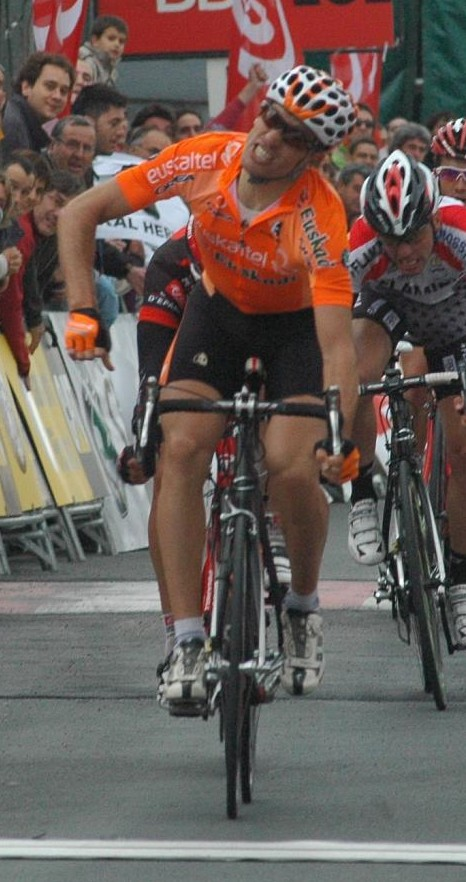
Koldo Fernández de Larrea ganando una etapa en la Bicicleta Vasca 2008.

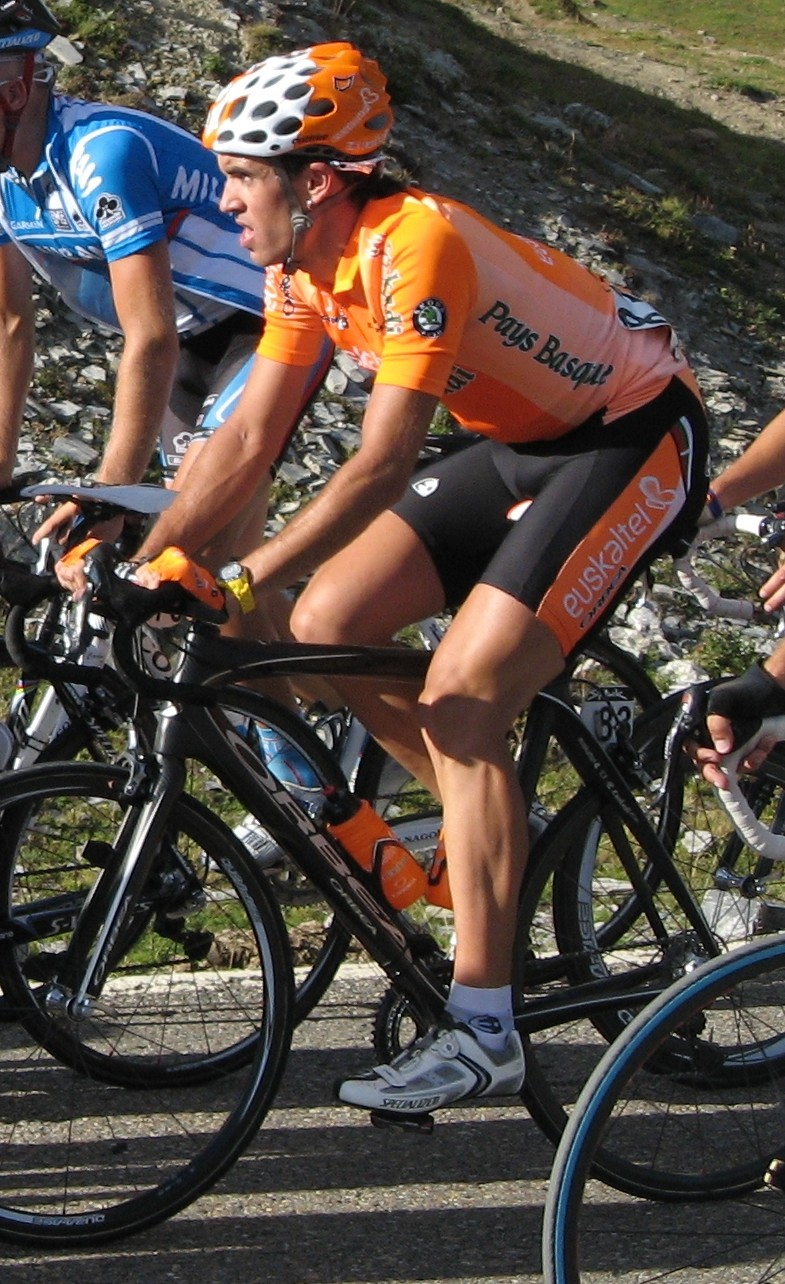
Koldo Fernández de Larrea en la Vuelta a España 2008 subiendo el puerto de Bonaigua en la 8.ª etapa.

##### 2008
Comenzó la temporada en el mes de marzo en la Clásica de Almería consiguiendo el cuarto puesto, y solo una semana después logró su primera victoria en la última etapa de la Vuelta a Murcia tras haber sido segundo en la 1.ª y 3.ª etapa de dicha prueba. Continuó ese buen primer mes de competición consiguiendo la 5.ª etapa de la Vuelta a Castilla y León y el cuarto puesto en el Gran Premio de Llodio.
Participó en el Giro de Italia en el que abandonó tras la 13.ª etapa a fin de preparar las siguientes carreras y evitar el cansancio de las etapas montañosas. En dicha ronda obtuvo buenos puestos mejorándolos progresivamente comenzado por un sexto y décimo en la 3.ª y 4.ª etapas respectivamente y finalizando con un quinto, cuarto y tercero en la 9.º, 12.º y 13.º etapas respectivamente. Dos semanas después de su abandono ganó la segunda etapa de la Bicicleta Vasca, aunque ya no volvió a destacar hasta las carreras de preparación de la Vuelta a España llegando a abandonar en la Vuelta a Suiza.
Volvió a la competición en la Vuelta a la Comunidad de Madrid, un mes y medio antes de la Vuelta a España consiguiendo una buena racha de resultados positivos en menos de tres semanas siendo segundo en la 3.ª y última etapa de la Vuelta a la Comunidad de Madrid, segundo el Circuito de Guecho y redondeándolo con la victoria en la 3.ª etapa de la Vuelta a Burgos.
Ya en la Vuelta a España tuvo muy buena actuación en la primera etapa contrarreloj por equipos, ya que entró dentro del tiempo de su equipo, no quedando rezagado de éste, que obtuvo el segundo puesto en la etapa. Koldo fue además el segundo corredor del equipo en entrar en meta tras su líder Igor Antón. Este hecho destacó sobremanera, ya que es la mejor actuación de la historia del equipo vasco en dicha disciplina. En las etapas en línea no logró ningún triunfo parcial; sin embargo, estuvo entre los primeros en siete de ellas: así, fue tercero en la 4.ª etapa, cuarto en la 3.ª, 17.ª y 21.ª etapas, y sexto en las 10.ª, 11.ª y 16.ª etapas; obteniendo además, gracias a esos puestos, la quinta posición en la clasificación por puntos de la Vuelta y su mejor puesto en una Gran Vuelta: 94.º. Dos semanas después logró resarcirse y pasó de los buenos resultados a la victoria ganando en el Tour de Vendée.

##### 2009: debut en el Tour de Francia

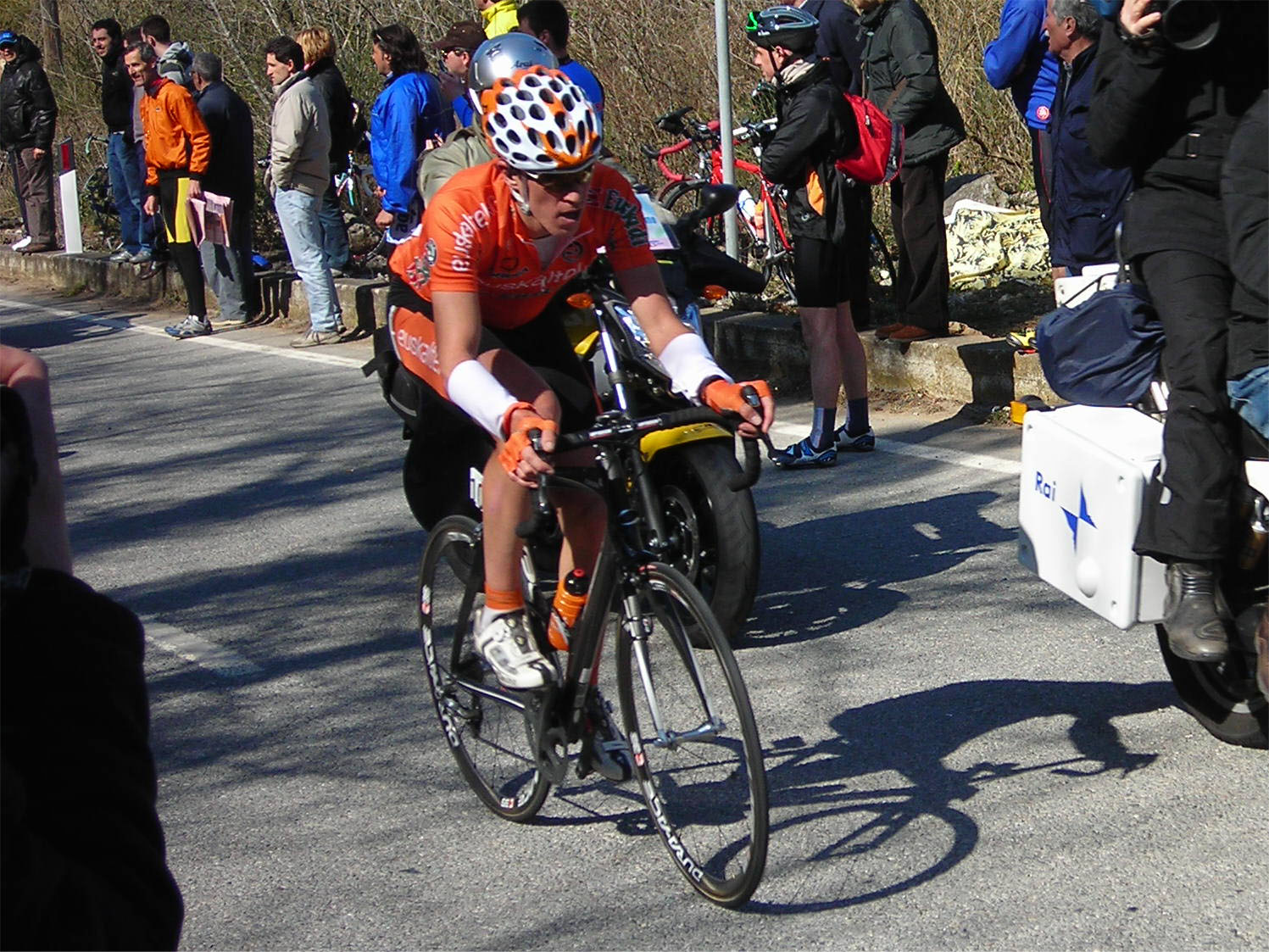
Koldo, ya descolgado del grupo cabecero, en la cota de Le Maine de la Milán-San Remo 2009.

De cara a ayudarle en los sprints el equipo fichó a Pablo Urtasun, corredor que dos años antes "evitó" que Koldo ganase la última etapa de la Vuelta a la Rioja al llegar en solitario a meta. Volvió a destacar en las primeras carreras de temporada esta vez con sendos quintos puestos en el Trofeo Mallorca y el Trofeo Cala Millor de la Challenge Ciclista a Mallorca, respectivamente. Poco después tras ser tercero en la primera etapa de la Vuelta al Algarve consiguió la victoria en la segunda etapa de dicha carrera lo que hizo alzarse el maillot de líder, aunque solo le duró una etapa.
A principios de abril fue sexto en la Gante-Wevelgem, un tipo de prueba con múltiples pequeñas cotas y terreno adoquinado, en la que no había destacado hasta la fecha. Descansó dos semanas tras abandonar en la París-Roubaix hasta finales de ese mes cuando disputó el Tour de Romandía donde destacó en la 1.ª y 5.ª etapa acabando sexto y tercero respectivamente. Ya casi un mes después disputó la Vuelta a Baviera, Vuelta a Suiza y el Campeonato de España de Ciclismo en Ruta respectivamente de cara a preparar el Tour de Francia no destacando especialmente siendo su mejor resultado de ese bloque de carreras el tercero en la 5.ª etapa de la Vuelta a Baviera.
No tuvo suerte en su debut Tour de Francia. En la segunda etapa, primera al sprint, sufrió una caída a 900 metros de la meta y una semana después fue eliminado por "fuera de control". En la ronda gala solo llegó a disputar un sprint en la 5.ª etapa, aunque sin opciones a victoria, ya que ganó escapado Thomas Voeckler. Tras su abandono en la ronda francesa renovó por dos años más.
Pudo resarcirse en su vuelta a la competición ganando el Circuito de Guecho y unos días después la primera etapa de la Vuelta a Burgos vistiendo el jersey de líder durante la jornada siguiente. En la tercera etapa de la Vuelta a Burgos fue cuarto. Una semana después fue quinto en la clásica internacional de la Vattenfall Cyclassics y seguidamente disputó el Tour del Benelux donde sufrió una grave caída, con el consiguiente abandono, en la 3.ª etapa.
Debido a la lesión sus siguientes resultados destacables no llegaron hasta un mes después en el Tour de Gran Bretaña donde consiguió tres puestos entre los cinco primeros, incluyendo un segundo puesto en la última etapa. Esa caída no trastocó en exceso su calendario de carreras, ya que no tenía previsto disputar la Vuelta a España donde el equipo se basó exclusivamente en apoyar a Samuel Sánchez a base de gregarios y escaladores.

#### 2010-2011: cúmulo de lesiones, pobres resultados y cambio de equipo

##### 2010
De nuevo tuvo buenos resultados en las pruebas de la Challenge Vuelta a Mallorca: segundo en el Trofeo Mallorca, quinto en el Trofeo Cala Minor y segundo en el Trofeo Magalluf-Palmanova, respectivamente.
En plena concentración de cara a la preparación para disputar las clásicas adoquinadas tuvo una infección de oído que le tuvo parado gran parte del mes de abril que le hizo perderse las grandes clásicas del norte (Tour de Flandes y París-Roubaix), debido a ello no volvió a la competición hasta finales de dicho mes.
En el mes de mayo fue segundo en el Tour de Picardie tras ser también segundo en la última etapa y lograr segundos de bonificación en los pasos bonificados que le alzaron hacia dicho puesto; siendo, hasta esa fecha, su mejor puesto en una carrera por etapas. Poco después tuvo una fuerte caída en la Vuelta a Baviera.
Volvió a la competición tres semanas después en la Vuelta a Suiza, aunque no consiguió resultados destacados, siempre acabando en los últimos puestos e incluso abandonando la prueba. Sorprendentemente diez días después de dicho abandono logró ser tercero en el Campeonato de España en Ruta tras ser segundo en el sprint de un reducido grupo cabecero. Se quedó fuera del Tour, ya que a pesar de su buen resultado en el nacional desde el inicio de temporada no estaba previsto que disputase la ronda gala.
Tras una buena actuación en la Vuelta a la Comunidad de Madrid con un segundo puesto en la segunda etapa y en el Circuito de Guecho con un noveno puesto, consiguió su primera victoria de la temporada en agosto en la primera etapa de la Vuelta a Burgos logrando el liderato y manteniéndolo durante una jornada, además en al cuarta etapa de dicha carrera obtuvo la quinta posición.
En la Vuelta a España de nuevo finalizó la contrarreloj por equipos dentro del tiempo de su equipo, aunque esta vez no destacaron el la prueba obteniendo la 13.ª posición. A nivel individual tuvo una actuación irregular destacando con un sexto puesto en la 2.ª etapa, un segundo en la 5.ª y un octavo en la 13.ª; siendo el resto de sus puestos por debajo del décimo aún habiendo más etapas supuestamente acorde a sus características. Una semana después de finalizar la ronda hispana repitió victoria en el Tour de Vendée que ya había ganado en 2008. Acabó su temporada con otra caída en la París-Bourges que le produjo incluso retrasar su inicio de temporada siguiente.
En plena Vuelta fue preseleccionado para representar a España en el Campeonato Mundial en Ruta, en una amplia lista de 21 que poco después sería reducida a los 9 seleccionados definitivos. Finalmente, Koldo no formaría parte del equipo seleccionado para participar en el campeonato. Koldo lamentó tal decisión debido a, según él, su buen estado de forma que demostró ganando en Vendeé.

##### 2011: sin disputar ninguna Gran Vuelta

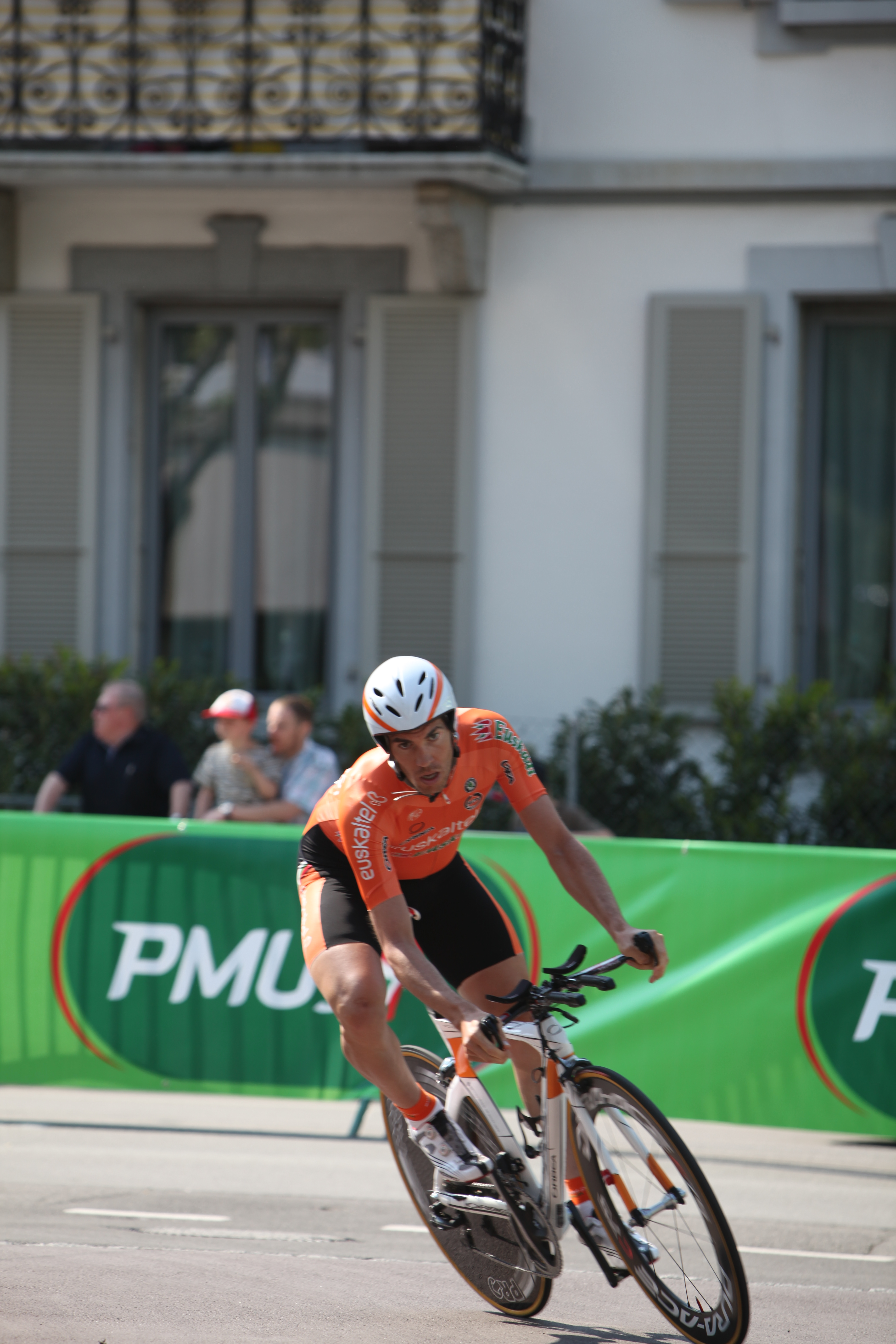
Koldo Fernández de Larrea en la etapa prólogo del Tour de Romandía 2011, en su último año con el Euskaltel-Euskadi.

Tras renunciar al Tour Down Under a causa de su recuperación de su última lesión, debutó en Trofeo Palma de Mallorca de la Challenge Ciclista a Mallorca donde fue octavo, corriendo también la siguiente prueba de dicha carrera, aunque ya lejos de los puestos delanteros. Tres semanas después corrió en la Vuelta a Andalucía donde tuvo una caída en la quinta, y última etapa, por una valla mal colocada que le hizo pasar por el quirófano que le mantuvo más de un mes sin poder entrenar. Lesiones que se sumaban a las ya sufridas al poco de su debut en 2005, en el Giro de Italia 2006, en el Tour de Francia 2009, en el Tour del Benelux 2009 y a las sufridas el pasado año.
Tras la recuperación, comenzó a disputar carreras a finales de abril, aunque apenas consiguió destacar en las siguientes pruebas siendo sus mejores puestos un tercero en la segunda etapa de la Vuelta a la Comunidad de Madrid y un cuarto en la octava etapa de la Vuelta a Suiza (a la que iba con aspiraciones de ganarse el puesto para el Tour de Francia).
Tras acabar la ronda suiza repitió resultado en el Campeonato de España en Ruta obteniendo, de nuevo, el tercer puesto, esta vez siendo el primero del grupo principal, subiendo meses después a la segunda posición a causa de la sanción por dopaje a Alberto Contador por el Caso Contador. Aunque ya sin opciones para disputar el Tour de Francia tras haberse comunicado unos días antes que no sería de la partida al ser uno de los dos descartes de la preselección, junto con Jonathan Castroviejo.
En las fechas del Tour corrió el Brixia Tour, primera vez que el Euskaltel-Euskadi disputaba dicha prueba, en la que su mejor puesto parcial fue un tercero conseguido en la última etapa. Unos días después disputó el Tour de Polonia donde sufrió una caída en la segunda etapa que le hizo retirarse en la sexta. Debido a ello Koldo se quedó fuera de la preselección para la Vuelta a España, quedándose por primera vez desde 2005 sin correr una Gran Vuelta.

##### Fichaje por el Garmin-Cervélo
Durante la primera semana del mes de agosto se filtró que Koldo estaba en avanzadas negociaciones con el Team Garmin-Cervélo, en el que actuaría como lanzador de Tyler Farrar tras la marcha de Thor Hushovd del equipo. Pocos días después se confirmó el fichaje.
A pesar del anuncio oficial del fichaje Koldo compitió con normalidad en las pruebas del Eneco Tour, Vattenfall Cyclassics, Tour de Poitou-Charentes y Gran Premio de Plouay respectivamente, aunque con pobres resultados, siendo su mejor puesto un cuarto en la 1.ª etapa del Tour du Poitou Charentes. Después de ellas no disputó más carreras con el equipo a pesar de que aún quedaban pruebas en el calendario apropiadas a sus características, sin ir más lejos el Tour de Vendée que ya había ganado dos años.
Poco antes de disputar su última carrera fue preseleccionado por la selección española para el Campeonato Mundial en Ruta, esta vez en un reducido grupo de doce corredores de los que finalmente nueve iban a ser seleccionados.
 A pesar de entrenarse para dicha cita, finalmente no fue seleccionado.

#### 2012-2013: Garmin
A principios de año su nuevo equipo fue renombrado como Garmin-Barracuda, debutando en la Challenge Ciclista a Mallorca. Su calendario de carreras estaba predefinido hasta el mes de mayo con la participación hasta en nueve pruebas. Sin embargo, tuvo un pequeño cambio de planes y debutó finalmente en el Tour del Mediterráneo, y disputando pocos días después la Vuelta al Algarve. Esta prueba la resolvió con discretos resultados, siendo lo más destacable tres puestos entre los ocho primeros.
Volvió a aparecer en los puestos cabeceros de las etapas tres meses después, aunque de nuevo con discretos puestos consiguiendo un séptimo y un octavo puesto en etapas de la Vuelta a Baviera. Sin embargo, al igual que en años anteriores, sí consiguió ser uno de los mejores en el Campeonato de España en Ruta siendo esta vez segundo en la línea de meta, donde criticó a los ciclistas que no participaban llegando a declarar que “Quien no corra el Campeonato de España, no debería ir a los Juegos”. Poco después fue confirmado por su equipo para la Vuelta a España.
De cara a preparar la Vuelta volvió a la competición un mes después en el Tour de Valonia donde consiguió un cuarto puesto como posición más destacada, repitiendo posteriormente ese mismo mejor puesto en el Tour de l'Ain esta vez en dos etapas una de ellas en la contrarreloj por equipos. Sin embargo, en la Vuelta no llegó a destacar como en otras ediciones y su mejor puesto fue un quinto en la última etapa con final en Madrid. El corredor se lamentó por la falta de potencia mostrada en la ronda española.

##### Crítica a los nuevos dirigentes de su exequipo y últimas carreras de la temporada 2012
Koldo, el 21 de septiembre, fue uno de los firmantes del comunicado en contra de la nueva gestión deportiva del Euskaltel-Euskadi de cara a la temporada 2013 en la que, ante la posibilidad del descenso de categoría, no renovaron a ciclistas vascos apreciados por la afición y compañeros del pelotón para fichar a corredores extranjeros (hasta dicha fecha el equipo se componía solo de ciclistas vasco-navarros o formados en equipos del ciclismo amateur vasco-navarro). Estos corredores temieron que los extranjeros pudiesen quitar puestos en la plantilla a corredores vascos y así se limitase la opción de ser profesional para muchos de ellos.
En lo estrictamente deportivo Koldo disputó la Milán-Turín donde abandonó y el Giro de Münsterland y la París-Tours donde a pesar de finalizarlas no consiguió buenos puestos. Dio fin así a su segunda temporada consecutiva sin triunfos.

##### Segundo año en el Garmin

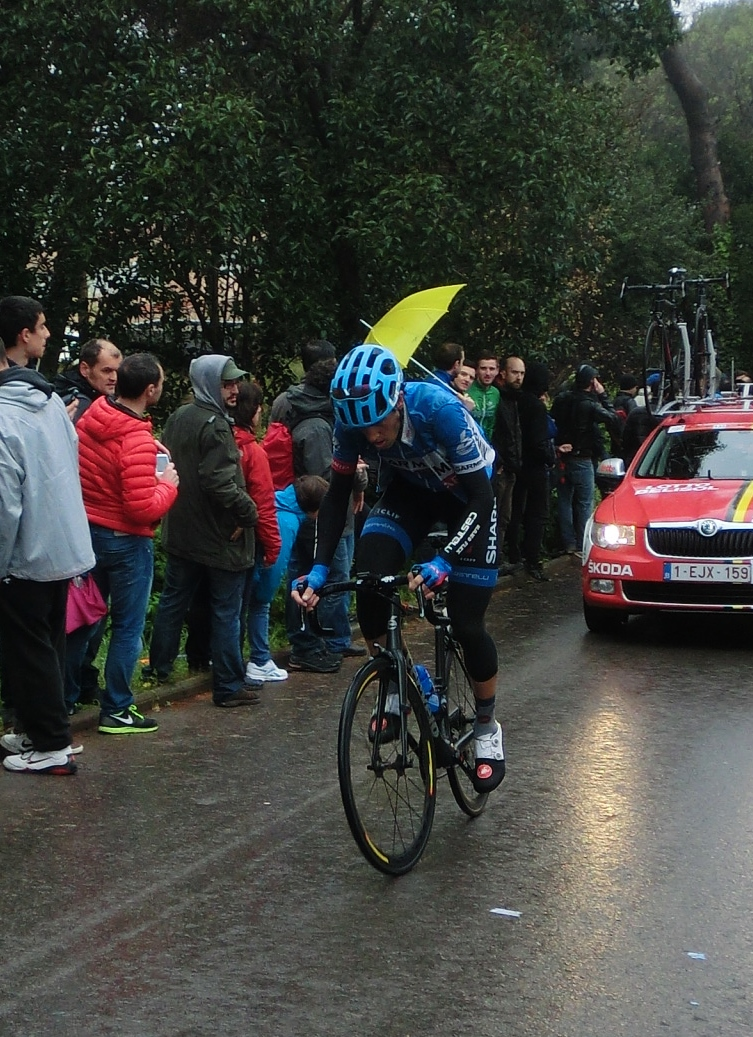
Koldo Fernández de Larrea ascendiendo a Montjuïc (Barcelona) en la última etapa de la Volta a Cataluña 2014.

De cara a 2013 le fue preparado desde el equipo un calendario inicial de carreras similar al de la temporada anterior, basado en carreras de los Circuitos Continentales UCI, en las que en principio no tendría que trabajar para ningún líder.
El 31 de julio extiende su contrato con el Garmin hasta la temporada 2014, y militará así un tercer año en la estructura de Jonathan Vaughters.
El 15 de octubre de 2014 anunció su retirada del ciclismo tras once temporadas como profesional y con 33 años de edad.

## Palmarés
| 2007 - 1 etapa de la Tirreno-Adriático 2008 - 1 etapa de la Vuelta a Murcia - 1 etapa de la Vuelta a Castilla y León - 1 etapa de la Bicicleta Vasca - 1 etapa de la Vuelta a Burgos - Tour de Vendée 2009 - 1 etapa de la Vuelta al Algarve - Circuito de Guecho - 1 etapa de la Vuelta a Burgos | 2010 - 3.º en el Campeonato de España en Ruta - 1 etapa de la Vuelta a Burgos - Tour de Vendée 2011 - 2.º en el Campeonato de España en Ruta 2012 - 2.º en el Campeonato de España en Ruta |

## Resultados en Grandes Vueltas
Durante su carrera deportiva consiguió los siguientes puestos en las Grandes Vueltas:
| Carrera | Carrera         | 2004 | 2005 | 2006 | 2007  | 2008 | 2009  | 2010  | 2011 | 2012  | 2013 | 2014 |
| ------- | --------------- | ---- | ---- | ---- | ----- | ---- | ----- | ----- | ---- | ----- | ---- | ---- |
|         | Giro de Italia  | —    | —    | Ab.  | 136.º | Ab.  | —     | —     | —    | —     | —    | Ab.  |
|         | Tour de Francia | —    | —    | —    | —     | —    | F. c. | —     | —    | —     | —    | —    |
|         | Vuelta a España | —    | —    | —    | 133.º | 94.º | —     | 141.º | —    | 134.º | Ab.  | 86.º |

—: no participa

Ab.: abandono

F. c.: descalificado por "fuera de control"

## Equipos
- Euskaltel-Euskadi (2004-2011)
- Garmin (2012-2014)
  - Garmin-Barracuda (2012) (hasta antes del Tour de Francia)
  - Garmin-Sharp (2012)
  - Garmin Sharp (2013-2014)